# Jean-Claude Bouvy
Jean-Claude Bouvy (Leopoldstad, 19 mei 1959 – Gent, 5 februari 1986) was een Congolees-Belgische voetballer. Hij was een aanvallende middenvelder die uitkwam voor RE Virton, RSC Anderlecht en KAA Gent. Bouvy overleed op 26-jarige leeftijd aan de gevolgen van een auto-ongeluk.

## Carrière

### Beginjaren
Jean-Claude Bouvy werd geboren in het Congolese Leopoldstad, als zoon van een Congolese moeder en een Belgische vader. Op 9-jarige leeftijd verhuisde hij met zijn gezin naar België. De familie Bouvy vestigde zich in het dorpje Saint-Léger in de Gaumestreek, maar het duurde niet lang alvorens zijn vader terugkeerde naar Congo. Jean-Claude bleef met zijn broer en twee zussen achter in België, waar ze opgevoed werden door hun tante.
De jonge voetballer sloot zich al snel aan bij het plaatselijke URSL Saint-Léger. Door zijn opmerkelijk voetbaltalent speelde hij in geen tijd met de oudere jeugdcategorieën mee. Op 16-jarige leeftijd maakte hij zijn debuut in het eerste elftal van de bescheiden club.

### Virton
Op 17-jarige leeftijd werd hij uitgeleend aan het naburige RE Virton, dat toen in de vierde klasse vertoefde. Bouvy speelde er zich in geen tijd in de kijker. Onder meer RSC Anderlecht en Sporting Charleroi toonden interesse.

### Anderlecht
Anderlecht had de tiener ontdekt via hun toenmalige linksachter Jean Thissen, die hem aan het werk had gezien in een duel tussen Entente Blegnytoise en Virton. Hij lichtte de club in, waarna Bouvy gescout werd door assistent-coach Martin Lippens. Als ultieme test liet Anderlecht hem met de junioren deelnemen aan een toernooi in Parijs. Bouvy werd er topschutter en beste speler, waarna Anderlecht hem definitief overnam. Saint-Léger, van wie Bouvy nog steeds eigendom was, ontving een som van zo'n 700.000 BEF (€ 17.500).
Bouvy belandde in 1977 bij RSC Anderlecht, dat toen net voor het tweede jaar op rij de finale van de Europacup II had bereikt. Bouvy moest zich bij paars-wit tevreden stellen met een rol als invaller en kon zich zo op zijn studies concentreren. De Congolese Belg maakte in het Atheneum Bracops-Lambert in Anderlecht zijn studies humane wetenschappen af.
In september 1977 maakte de aanvallende middenvelder in een competitiewedstrijd tegen KSC Lokeren zijn officieel debuut voor Anderlecht. Vier dagen later mocht hij ook Europees debuteren. In de 1/16 finale van de Europacup II mocht hij in de thuiswedstrijd tegen Lokomotiv Sofia invallen voor Ronny van Poucke. Een twintigtal minuten later scoorde hij ook zijn eerste en enige doelpunt voor paars-wit.
Bouvy kon onder trainer Raymond Goethals nooit doorbreken. De vleugelspits moest opboksen tegen kleppers als Rob Rensenbrink, François Van der Elst en Peter Ressel, waardoor hij amper speelkansen kreeg. Ook na de komst van coaches Urbain Braems (1979-1980) en Tomislav Ivić (1980-1981) veranderde er weinig aan zijn situatie.

### KAA Gent
Na het behalen van de landstitel in 1981 verkaste Bouvy samen met ploegmaat Tony Rombouts naar KAA Gent. De Congolese Belg werd een publiekslieveling en Gent groeide in die dagen uit tot een subtopper. In zijn eerste seizoen eindigde Bouvy met de Buffalo's op de derde plaats, net onder Standard Luik en Anderlecht. Een jaar later mocht hij met Gent in de UEFA Cup aantreden en belandde zijn team op de vierde plaats in de competitie. In 1984 won Gent de beker. In de finale werd Standard na verlengingen met 2-0 verslagen.
Op 25 januari 1986 botste Bouvy op de weg van Aalst naar Gent met zijn auto tegen een boom en werd hij in kritieke toestand in het ziekenhuis opgenomen. Hij overleed op 5 februari 1986 aan zijn verwondingen, na anderhalve week in een coma te hebben gelegen.
Te zijner nagedachtenis reiken de supporters van KAA Gent ieder jaar de Jean-Claude Bouvy-Trofee uit aan de meest verdienstelijke speler van de ploeg.

## Erelijst
| Nationaal                             |    |      |
| Belgisch kampioen                     | 1x | 1981 |
| Beker van België                      | 1x | 1984 |
| Nationale trofee voor sportverdienste | 1x | 1978 |
| Europees                              |    |      |
| Europacup II                          | 1x | 1978 |
| UEFA Super Cup                        | 1x | 1978 |